# 2002年度新城國語力頒獎禮得獎名單
2002年度新城國語力頒獎禮得獎名單如下。

## 得獎名單

### 歌曲奖项
- 新城國語力歌曲
  - 谢谢侬 - 陈奕迅
  - 爱 - 莫文蔚
  - 香水 - 谢霆锋
  - 好聚好散 - 任贤齐
  - 风筝 - 孙燕姿
  - 说清楚 - 郑秀文
  - 透明 - 梁咏琪
  - 受不了 - 许志安
  - 有没有一首歌会让你想起我 - 周华健
  - 爱我的人和我爱的人 - 迪克牛仔
  - 你爱我 - 伍佰
  - 爱情来了 - 陈慧琳
  - 开不了口 - 周杰伦
  - 流星雨 - F4
  - Heartbeat - 容祖儿
  - 超速游戏 - 陈冠希
  - 还记得我吗 - 刘德华
  - 爱是怀疑 - 陈奕迅
  - 悲伤止步 - 苏永康
  - 排山倒海 - 张惠妹
  - 我的心只可容纳你 - 刘德华

- 新城国语力热爆K歌：开不了口 - 周杰伦
- 新城国语力热播冠军歌曲大奖：爱是怀疑 - 陈奕迅、排山倒海 - 张惠妹
- 新城国语力年度歌曲大奖：我的心只可容纳你 - 刘德华

### 新人奖项
- 国语新势力
  - 新势力男歌手：光良、陈冠希、周渝民
  - 新势力女歌手：傅珮嘉、容祖儿、许慧欣
  - 新势力组合：S.H.E.、星盒子、F4

### 歌手獎項
- 新城国语力歌王：周杰伦、任贤齐、刘德华
- 新城国语力歌后：梁咏琪、莫文蔚、陈慧琳
- 新城国语力组合：F4
- 新城国语力亚洲歌手大奖：周杰伦
- 新城国语力香港歌手大奖：刘德华
- 新城国语力殿堂歌手：周华健